# Mojodelik
Mojodelik is een bestuurslaag in het regentschap Bojonegoro van de provincie Oost-Java, Indonesië. Mojodelik telt 3848 inwoners (volkstelling 2010).